# Côte des Étrusques
La côte des Étrusques (en italien Costa degli Etruschi) est la partie du littoral italien de la province de Livourne, allant du sud vers le nord des territoires communaux de Piombino, San Vincenzo, Castagneto Carducci, Bibbona, Cecina, Rosignano Marittimo et Livourne, et des municipalités de Collesalvetti, Sassetta, Suvereto et Campiglia Marittima.
Cette dénomination lui vient de l'abondance de nécropoles étrusques présentes à Populonia dans le golfe de Baratti.

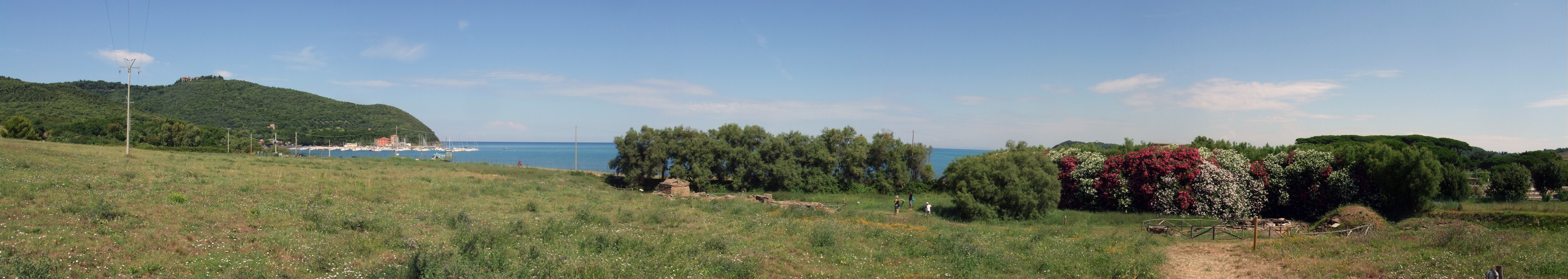
La côte des Étrusques au golfe de Baratti depuis la nécropole de San Cerbone à Populonia.